# Brachytria discopunctata
Brachytria discopunctata är en skalbaggsart som beskrevs av Mckeown 1938. Brachytria discopunctata ingår i släktet Brachytria och familjen långhorningar. Inga underarter finns listade.